# Viken och Holmsveden
För småorten i Söderhamns kommun, se Holmsveden. För andra betydelser av Viken, se Viken.
Viken och Holmsveden är en av SCB avgränsad och namnsatt tidigare småort i Ljusdals kommun. Småorten omfattade bebyggelse i de två sammanväxta byarna i Ramsjö socken, belägna vid sjön Hennan strax söder om Ramsjö kyrkby. 2015 hade SCB justerat definitionen av småorter något, varvid orten inte längre uppfyllde kriterierna för småorter.
I Holmsveden finns Ramsjö station, varför orten även är känd som Ramsjö station. 

## Befolkningsutveckling
| Befolkningsutvecklingen i Viken-Holmsveden/Ramsjö station 1960–2010                                                           | Befolkningsutvecklingen i Viken-Holmsveden/Ramsjö station 1960–2010 | Befolkningsutvecklingen i Viken-Holmsveden/Ramsjö station 1960–2010 | Befolkningsutvecklingen i Viken-Holmsveden/Ramsjö station 1960–2010 | Befolkningsutvecklingen i Viken-Holmsveden/Ramsjö station 1960–2010 |
| --- | ------------------------------------------------------------------- | ------------------------------------------------------------------- | ------------------------------------------------------------------- | ------------------------------------------------------------------- |
| |                                                                     |                                                                     |                                                                     |                                                                     |
| År |                                                                     |                                                                     | Folkmängd                                                           | Areal (ha)                                                          |
| 1960 | 1960                                                                |                                                                     | 292                                                                 |                                                                     |
| 1965 | 1965                                                                |                                                                     | 244                                                                 |                                                                     |
| 1970 | 1970                                                                |                                                                     | 231                                                                 |                                                                     |
| 1975 | 1975                                                                |                                                                     | 207                                                                 |                                                                     |
| 1990 | 1990                                                                |                                                                     | 150                                                                 | 58#                                                                 |
| 1995 | 1995                                                                |                                                                     | 140                                                                 | 71#                                                                 |
| 2000 | 2000                                                                |                                                                     | 129                                                                 | 68#                                                                 |
| 2005 | 2005                                                                |                                                                     | 104                                                                 | 69#                                                                 |
| 2010 | 2010                                                                |                                                                     | 80                                                                  | 69#                                                                 |
| Anm.: Namnändring 1965 från Holmsveden till Ramsjö station. Upphörde som tätort 1980. Upphörde som småort 2015. # Som småort. |                                                                     |                                                                     |                                                                     |                                                                     |